# Przynęta (amerykański film 2019)
Przynęta (ang. Serenity) – amerykański dreszczowiec z 2019 roku w reżyserii Stevena Knighta. W głównych rolach wystąpili Matthew McConaughey, Anne Hathaway i Jason Clarke. Film miał premierę 18 stycznia 2019 roku.

## Fabuła
Baker Dill po rozwodzie z żoną osiada na prowincji i zajmuje się organizacją połowów turystycznych dla początkujących wędkarzy. Pewnego dnia kontaktuje się z nim była żona, piękna Karen Zariakas, która prosi go o pomoc w zabójstwie jej nowego męża, który jest uzależniony do alkoholu i ją bije. Namawia Bakera, by podczas jednego z połowów rzucił go do wody na pożarcie rekinom.

## Obsada
- Matthew McConaughey jako Baker Dill
- Anne Hathaway jako Karen Zariakas
- Diane Lane jako Constance
- Jason Clarke jako Frank Zariakas
- Djimon Hounsou jako Duke
- Jeremy Strong jako Reid Miller
- Robert Hobbs jako Ape
- Kenneth Fok jako Lionel
- Garion Dowds jako Samson
- Rafael Sayegh jako Patrick
- Edeen Bhugeloo jako Mike
- Charlotte Butler jako Lois
- David Butler jako Jack
- Michael Richard jako Ron
- John Whiteley jako Stary Wes

## Produkcja
Okres zdjęciowy do filmu trwał między 10 lipca a 1 września 2017 roku. Zdjęcia kręcono na Mauritiusie.

## Odbiór

### Reakcja krytyków
Film spotkał się z negatywną reakcją krytyków. W agregatorze recenzji Rotten Tomatoes 21% z 200 recenzji uznano za pozytywne, a średnia ocen wyniosła 4 na 10. Z kolei w agregatorze Metacritic średnia ważona ocen z 38 recenzji wyniosła 37 punktów na 100.

## Nagrody i nominacje
| Nagroda                           | Kategoria | Wynik     |
| --------------------------------- | --- | --------- |
| Złota Malina                      | Najgorszy aktor (Matthew McConaughey) | nominacja |
| Złota Malina                      | Najgorsza aktorka (Anne Hathaway także za: Oszustki (2019))                                                                                 | nominacja |
| Światowa Akademia Muzyki Filmowej | Kompozytor roku Benjamin Wallfisch także za: Mroczne umysły (2018), Bez śladu (2018), Hellboy (2019), Król złodziei (2018), Shazam! (2019)) | nominacja |